# Busan Open Challenger 2005
Il Busan Open Challenger 2005 è stato un torneo di tennis facente parte della categoria ATP Challenger Series nell'ambito dell'ATP Challenger Series 2005. Il torneo si è giocato a Pusan in Corea del Sud dal 23 al 29 maggio 2005 su campi in cemento.

## Vincitori

### Singolare
Danai Udomchoke ha battuto in finale  Paul Goldstein con il punteggio di 7–6(6), 6–1.

### Doppio
Paul Goldstein /  Rajeev Ram hanno battuto in finale  Justin Gimelstob /  Wesley Moodie per walkover